# Velké Popovice
Velké Popovice (deutsch Groß Popowitz) ist eine Gemeinde in Tschechien. Sie liegt acht Kilometer südlich von Říčany und gehört zum Okres Praha-východ.

## Geographie
Velké Popovice befindet sich im Mittelböhmischen Bergland im Quellgebiet des Mokřanský potok. Nördlich erhebt sich der Radimovický Špičák (505 m), nordöstlich der Bartošky (487 m). Im Süden schließt sich der Naturpark Velkopopovicko an. Im Nordwesten liegt am Gelände der Brauerei der Teich Pivovarský rybník. Von Strančice führt eine Anschlussbahn zur Brauerei. Nördlich verläuft die Autobahn D 1/E 50/E 55/E 65 mit der Abfahrt 15 in Všechromy.
Nachbarorte sind Předboř, Kašovice und Všechromy im Norden, Kunice im Nordosten, Vidovice im Osten, Dolní Lomnice und Horní Lomnice im Südosten, Krámský, Lojovice und Brtnice im Süden, Řepčice im Südwesten, Všedobrovice und Petříkov im Westen sowie Radimovice im Nordwesten.

## Geschichte

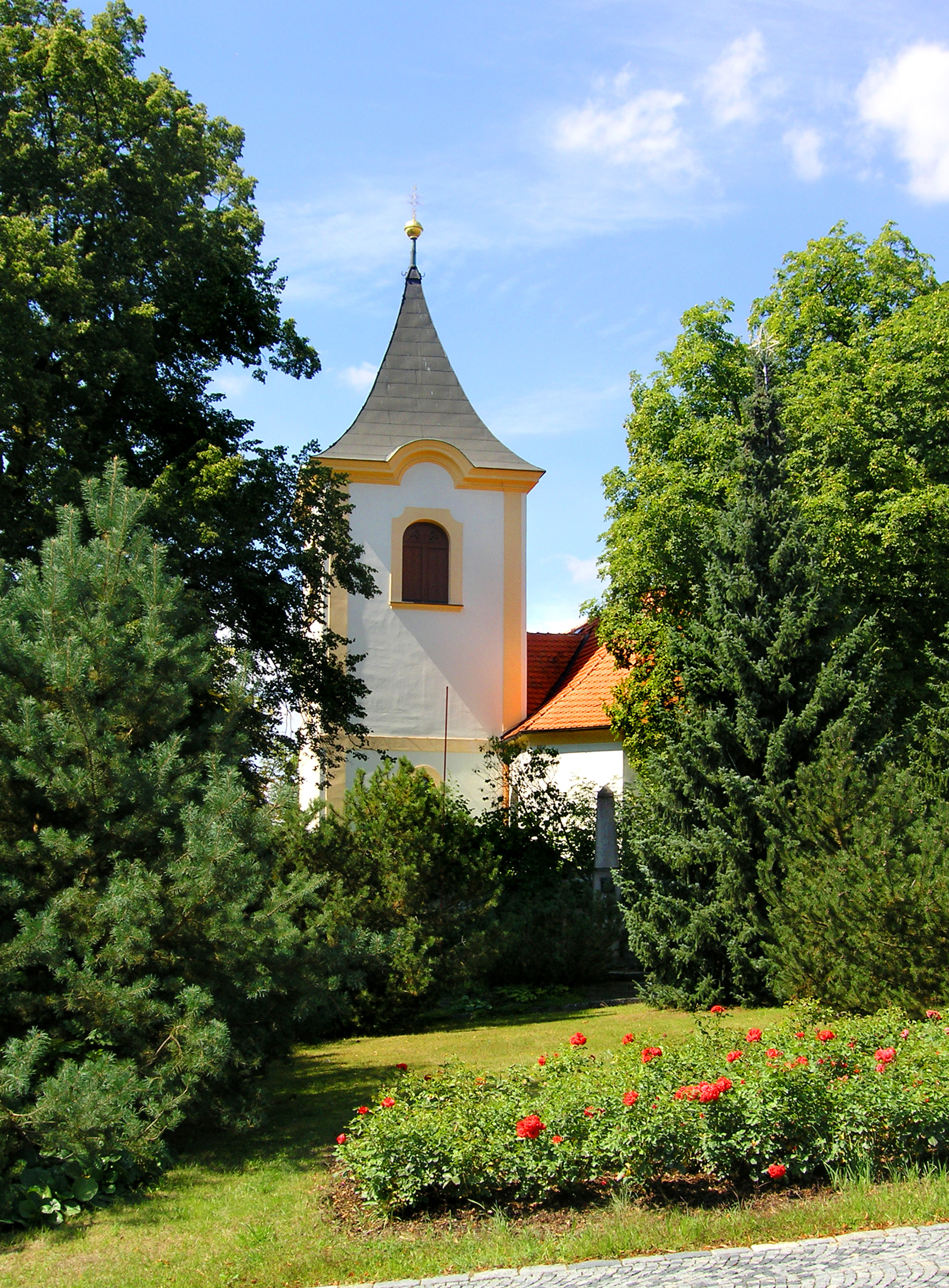
Kirche Maria Schnee

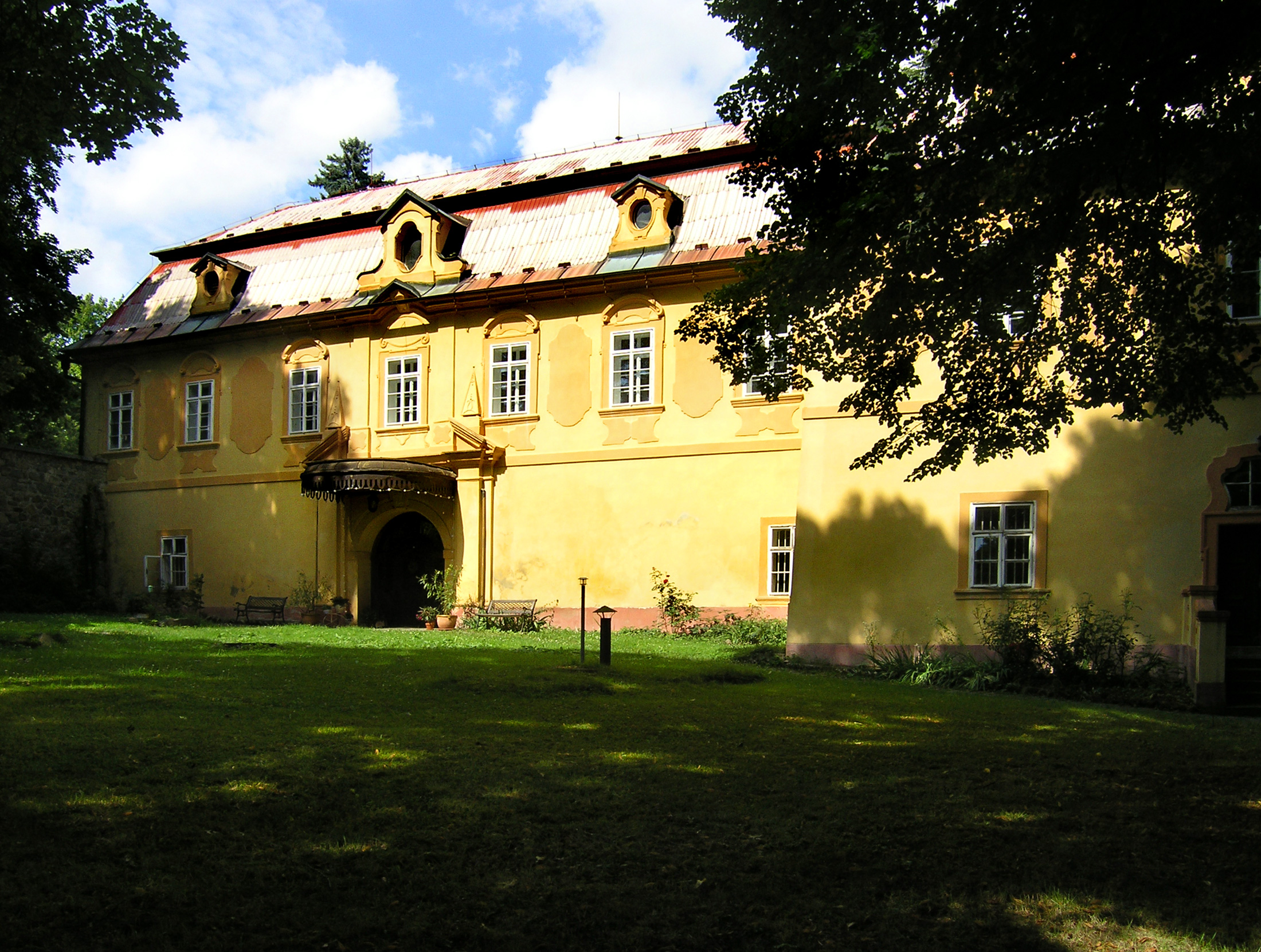
Schloss Lojovice

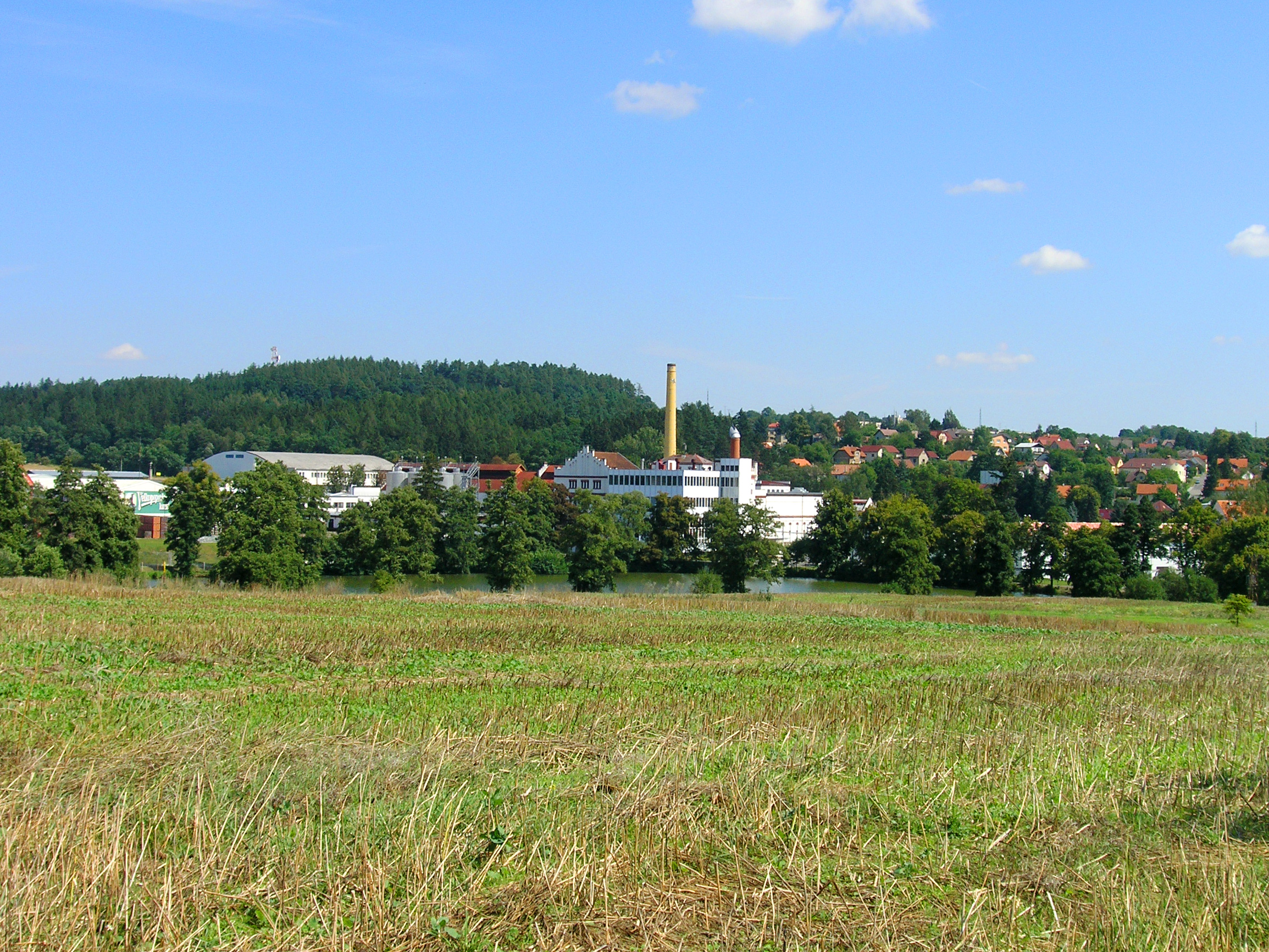
Brauerei

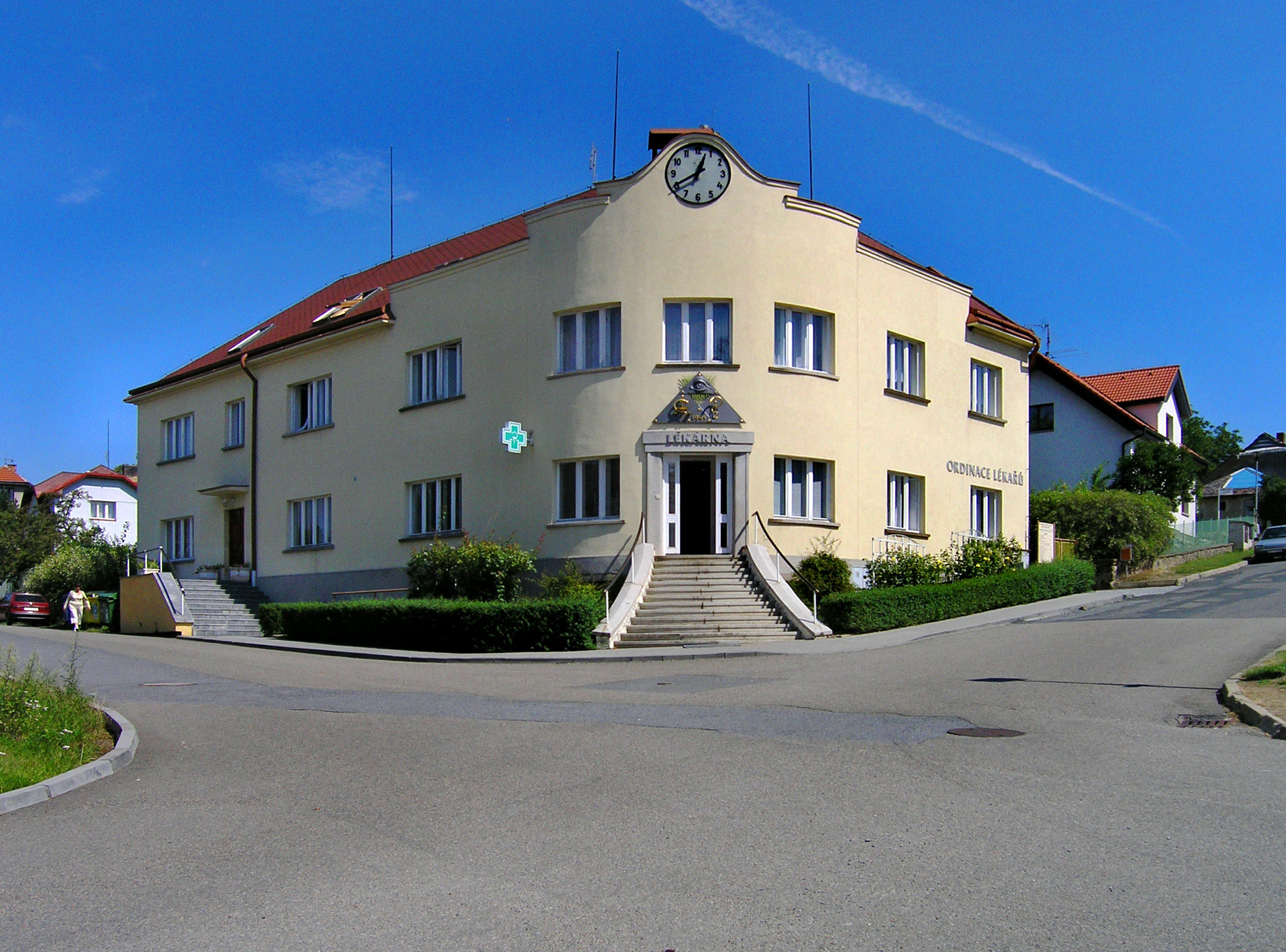
Das Krankenhaus

Die erste schriftliche Erwähnung des zum Gau Vyšehrad gehörigen Dorfes erfolgte 1332 als Adamovice. Zu dieser Zeit war der Ort bereits ein Pfarrdorf. In weiteren Erwähnungen finden sich dann die Bezeichnungen Adamovy Popovice bzw. Duchovní Popovice.
Seit 1350 gehörten Kirche und Pfarre zum Dekanat Říčany. Das seit Mitte des 14. Jahrhunderts nachweisbare Geschlecht von Popovice hatte das Patronat über die Kirche inne. Um 1400 fiel das Dorf an König Wenzel. Während der Hussitenkriege errichteten die Hussiten am 29. September 1419 auf dem Platz Na Křížkách westlich des Dorfes ein Lager. Am 20. Mai 1420 zog Jan Žižka über das Lager Křížka nach Prag. Im November 1420 zerstörten die Hussiten die Feste in Popovice.
Nachfolgend wechselten die Besitzer häufig. Jiří Krejštan von Krejštejn ließ 1560 eine neue Feste errichten. In dieser Zeit soll auch die Braugerechtigkeit verliehen worden sein. Später gehörte das Dorf den Geschlechtern Hyserle von Chodov und Moschauer von Waldau. Die Bevölkerung ernährte sich von der Landwirtschaft, die in dem hügeligen Gebiet wenig ertragreich war. Nach der Aufhebung der Patrimonialherrschaften bildete Popovice ab 1850 eine Gemeinde im Bezirk Karlín. Seit 1870 wird der Gemeindename Velke Popovice verwendet. 1876 kam die Gemeinde zum Bezirk Královské Vinohrady.
Im Jahre 1870 hatte der Unternehmer Franz Ringhoffer II., der 1873 kurz vor seinem Tod als Baron Ringhoffer geadelt wurde, die herrschaftlichen Güter in Velké Popovice gekauft und ließ eine Brauerei errichten. 1874 produzierte der Velkopopovický pivovar das erste Bier. Franz von Ringhoffer, der nach dem Tod des Vaters das Unternehmen zusammen mit seinem Bruder Emanuel (1848–1923) führte, ließ die Brauerei bis 1875 noch erweitern und eine Brennerei errichten.
Durch die Unternehmen wuchs auch das Dorf an. 1885 bestand es noch aus 29 Häusern und 1907 waren es bereits 45. Im Jahre 1912 wurde das östlich gelegene Dorf Toditz mit Groß Popowitz vereinigt. 1921 wurde die Gemeinde dem Okres Jílové zugeordnet. Bis 1923 war die Zahl der Wohngebäude auf 192 angestiegen. In Brtnice gründete die Familie Ringhoffer eine Ziegelei.
Nach dem Zweiten Weltkrieg wurde der Besitz der Familie Ringhoffer verstaatlicht. Seit 1946 gehörte die Gemeinde zum Okres Říčany und seit 1961 zum Okres Praha-východ.

## Gemeindegliederung
Die Gemeinde Velké Popovice besteht aus den Ortsteilen Brtnice (Schwarzthal), Dub (Duby), Dubiny (Dubina), Klenové (Klenow), Krámský (Kramsky), Křivá Ves (Krummdorf), Lojovice (Lojowes), Mokřany (Mokerschan), Řepčice (Reptschitz) und Velké Popovice (Groß Popowitz) sowie der Ansiedlung Habří und der Ortslage Todice (Toditz).

## Sehenswürdigkeiten
- Kirche Maria Schnee
- Schloss Lojovice, erbaut am Ende des 17. Jahrhunderts anstelle einer Feste, um 1750 erfolgte eine Erweiterung
- Kapelle in Lojovice
- Naturpark Velkopopovicko, das 22 km² große Areal wurde 1993 ausgewiesen
- Grablege der Familie Ringhoffer auf dem Zaječí vrch bei Kamenice
- Velkopopovický pivovar

## Wirtschaft und Infrastruktur
Bekanntheit erlangte der Ort durch die in der Brauerei produzierte Biermarke Velkopopovický Kozel, die zum Konzern Asahi Beer gehört.

## Gemeindepartnerschaft
Mit der Gemeinde Dompierre-les-Ormes in Frankreich, Département Saône-et-Loire, Burgund, besteht eine Partnerschaft.